# Porseleinhoen
Het porseleinhoen (Porzana porzana) is een kleine watervogel uit de rallenfamilie (Rallidae).

## Kenmerken
Het porseleinhoen is iets kleiner dan de waterral. Het verschilt van de waterral door een korte snavel die aan de basis geel is. Volwassen vogels zijn grotendeels bruin van boven en blauwgrijs van onder, met zwarte streepjes en lichte stippen op de buik. Een ander kenmerk is een lichte, okerkleurige vlek op de onderstaart. De lichaamslengte bedraagt 22 tot 24 cm en het gewicht 55 tot 150 gram.

## Leefwijze
Deze dieren zijn vooral in de schemering en 's nachts actief en zoeken dan op het land of in ondiep water naar insecten en ander klein gedierte. Hij heeft een vreemd loopje met kleine rukjes, knikkend met de kop en wippend met de staart.

## Voortplanting
Het legsel bestaat uit acht tot veertien glanzende, grijsgele eieren met violetgrijze ondervlekken en bruine vlekjes.

## Verspreiding
Deze soort komt voor in rietmoerassen in de gematigde klimaatgordel van Europa en West-Azië. Het is een trekvogel die overwintert in Afrika en India. Het porseleinhoen staat als 'niet bedreigd' op de internationale Rode Lijst van de IUCN, maar valt wel onder het AEWA-verdrag.

## Status in Nederland en Vlaanderen
Het porseleinhoen komt voor in natte uiterwaarden, in randen van rietmoerassen en op ondergelopen grasland waar minder dan 15 cm water opstaat. De soort is lastig te inventariseren, daarom is het moeilijk om iets over trends te zeggen. De indruk bestaat dat het porseleinhoen sinds de jaren 1960 achteruit gaat, maar het lijkt er ook op dat er jaren zijn waarin het aantal plotseling stijgt, vooral in het rivierengebied. Dit is gemeld over 1970, 1978 en 1983. Volgens Sovon Vogelonderzoek Nederland bedroeg het aantal broedparen in 2020 in Nederland 100 tot 140.
De soort staat sinds 2004 als 'kwetsbaar' op de Nederlandse Rode Lijst gezet. Op de Vlaamse Rode Lijst staat het porseleinhoen sinds 2016 als 'ernstig bedreigd'.

## Afbeeldingen

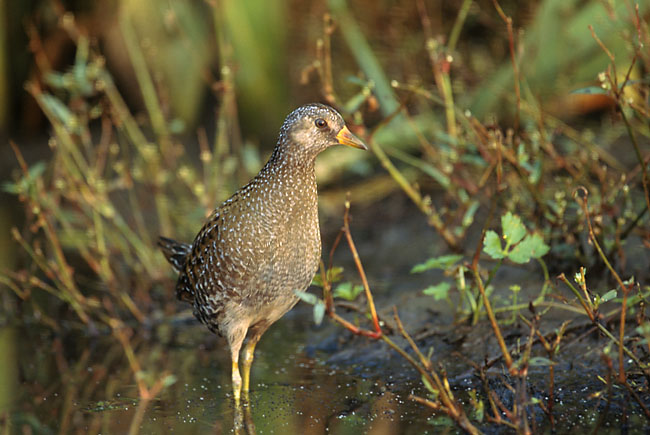
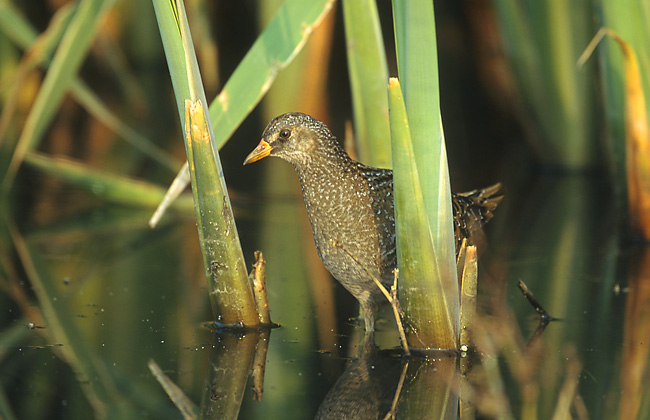

## Video
- Foeragerende en poetsende porseleinhoen